# Christian Rasp
Christian Rasp (Ochsenfurt, 29 settembre 1989) è un bobbista ed ex velocista tedesco, campione mondiale nel bob a quattro e nella gara a squadre a Schönau am Königssee 2017.

## Biografia
Prima di dedicarsi al bob, Rasp è stato un velocista nell'atletica leggera e nel 2010 vinse il titolo nazionale under 23 dei 100 m e dei 200 m. Compete nel bob dal 2015 come frenatore per la squadra nazionale tedesca. Debuttò in Coppa Europa nella stagione 2015/16 vincendo in totale 4 gare che permisero al suo pilota Johannes Lochner di conquistare la graduatoria generale di quell'anno.
Esordì in Coppa del Mondo nella stagione 2016/17, il 4 dicembre 2016 a Whistler, occasione in cui colse anche il suo primo podio nel bob a quattro. Alla sua terza gara, l'8 gennaio 2017 ad Altenberg, ottenne anche la sua prima vittoria con Lochner e gli altri frenatori Sebastian Mrowka e Joshua Bluhm mentre il 22 gennaio 2017 conquistò anche la sua prima gara a due sempre con Lochner.
Ha partecipato ai Giochi olimpici invernali di Pyeongchang 2018, piazzandosi all'ottavo posto nel bob a quattro.

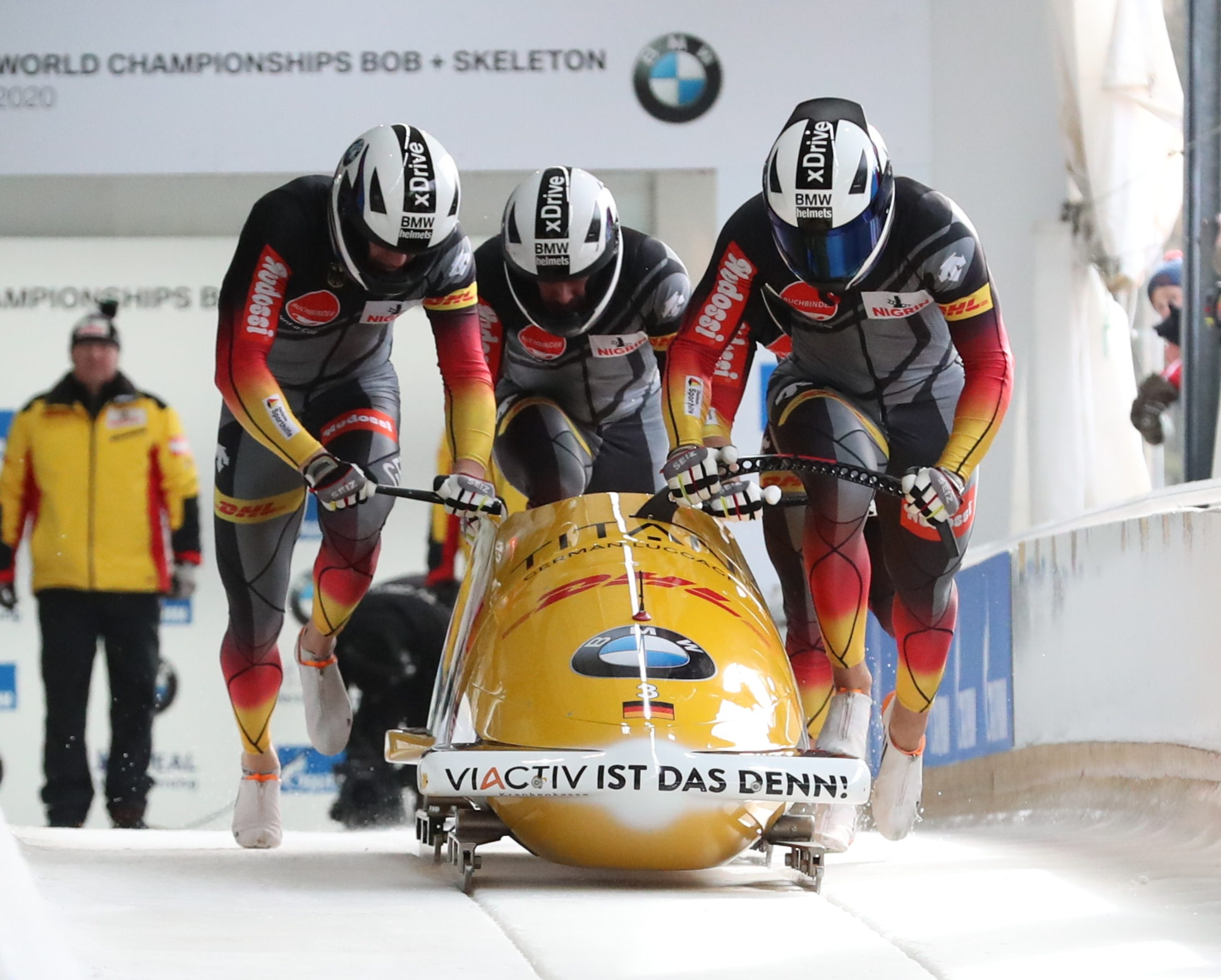
Rasp (al centro, dietro) in gara nel bob a quattro ai campionati mondiali di Altenberg 2020, dove vinsero la medaglia d'argento

Prese inoltre parte a tre edizioni dei campionati mondiali, conquistando un totale di tre medaglie, delle quali due d'oro. Nel dettaglio i suoi risultati nelle prove iridate sono stati, nel bob a quattro: medaglia d'oro a Schönau am Königssee 2017 con Johannes Lochner, Matthias Kagerhuber e Joshua Bluhm, nono a Whistler 2019, medaglia d'argento ad Altenberg 2020 con Johannes Lochner, Florian Bauer e Christopher Weber e medaglia di bronzo ad Altenberg 2021 con Lochner, Weber e Rasp; nella gara a squadre: medaglia d'oro a Schönau am Königssee 2017.
Agli europei vanta altresì quattro medaglie d'oro vinte consecutivamente nel bob a quattro: a Winterberg 2017, a Igls 2018, a Schönau am Königssee 2019 e a Winterberg 2020, risultato che gli permise di stabilire il record di titoli consecutivi insieme al suo pilota Johannes Lochner e di raggiungere inoltre il connazionale André Lange al secondo posto nella classifica di sempre; davanti a loro soltanto Martin Putze con cinque titoli conquistati nella disciplina a quattro. Completa il suo palmarès continentale un ulteriore argento vinto nel bob a due nel 2019 con Lochner.
Ha vinto inoltre i titoli nazionali 2017 in entrambe le specialità.

## Palmarès

### Mondiali
- 4 medaglie:
  - 2 ori (bob a quattro, gara a squadre a Schönau am Königssee 2017);
  - 1 argento (bob a quattro ad Altenberg 2020);
  - 1 bronzo (bob a quattro ad Altenberg 2021).

### Europei
- 5 medaglie:
  - 4 ori (bob a quattro a Winterberg 2017; bob a quattro a Igls 2018; bob a quattro a Schönau am Königssee 2019; bob a quattro a Winterberg 2020);
  - 1 argento (bob a due a Schönau am Königssee 2019).

### Coppa del Mondo
- 33 podi (10 nel bob a due, 23 nel bob a quattro):
  - 10 vittorie (1 nel bob a due, 9 nel bob a quattro);
  - 12 secondi posti (5 nel bob ma due, 7 nel bob a quattro);
  - 11 terzi posti (4 nel bob a due, 7 nel bob a quattro).

#### Coppa del Mondo - vittorie
| Data             | Luogo                | Paese       | Disciplina                                                                   |
| ---------------- | -------------------- | ----------- | ---------------------------------------------------------------------------- |
| 8 gennaio 2017   | Altenberg            | Germania    | a quattro con Johannes Lochner (pilota), Sebastian Mrowka e Joshua Bluhm     |
| 15 gennaio 2017  | Winterberg           | Germania    | a quattro con Johannes Lochner (pilota), Sebastian Mrowka e Joshua Bluhm     |
| 21 gennaio 2017  | Sankt Moritz         | Svizzera    | a due con Johannes Lochner (pilota)                                          |
| 29 gennaio 2017  | Schönau am Königssee | Germania    | a quattro con Johannes Lochner (pilota), Matthias Kagerhuber e Joshua Bluhm  |
| 18 novembre 2017 | Park City            | Stati Uniti | a quattro con Johannes Lochner (pilota), Marc Rademacher e Christopher Weber |
| 10 dicembre 2017 | Winterberg           | Germania    | a quattro con Johannes Lochner (pilota), Joshua Bluhm e Christopher Weber    |
| 17 dicembre 2017 | Igls                 | Austria     | a quattro con Johannes Lochner (pilota), Marc Rademacher e Joshua Bluhm      |
| 14 gennaio 2018  | Sankt Moritz         | Svizzera    | a quattro con Johannes Lochner (pilota), Sebastian Mrowka e Joshua Bluhm     |
| 13 gennaio 2019  | Schönau am Königssee | Germania    | a quattro con Johannes Lochner (pilota), Florian Bauer e Marc Rademacher     |
| 4 gennaio 2020   | Winterberg           | Germania    | a quattro con Johannes Lochner (pilota), Florian Bauer e Christopher Weber   |

### Campionati tedeschi
- 4 medaglie:
  - 2 ori (bob a due, bob a quattro a Schönau am Königssee 2017[1]);
  - 2 bronzi (bob a due, bob a quattro ad Altenberg 2020[2].

### Circuiti minori

#### Coppa Europa
- 5 podi (1 nel bob a due, 4 nel bob a quattro):
  - 4 vittorie (nel bob a quattro);
  - 1 secondo posto (nel bob a due).